# Maragowdanahalli, Tirumakudal Narsipur
Maragowdanahalli là một làng thuộc tehsil Tirumakudal Narsipur, huyện Mysore, bang Karnataka, Ấn Độ.